# John Alcorn
John Alcorn (ur. 27 lipca 1964 w Romford) – brytyjski kierowca wyścigowy.

## Kariera
Alcorn rozpoczął karierę w międzynarodowych wyścigach samochodowych w 1986 roku od startów w Europejskiej Formule Ford 2000. Z dorobkiem 65 punktów uplasował się na czwartej pozycji w klasyfikacji generalnej. Rok później w tej samej serii był trzeci. W późniejszych latach pojawiał się także w stawce Holenderskiej Formuły Ford 2000, Formuły 3000, Brytyjskiej Formuły 3 oraz Cellnet Superprix.
W Formule 3000 Brytyjczyk został zgłoszony do dwóch wyścigów w sezonie 1987 z brytyjską ekipą CoBRa Motorsport. Jednak nigdy nie zakwalifikował się do wyścigu.